# 8P8C

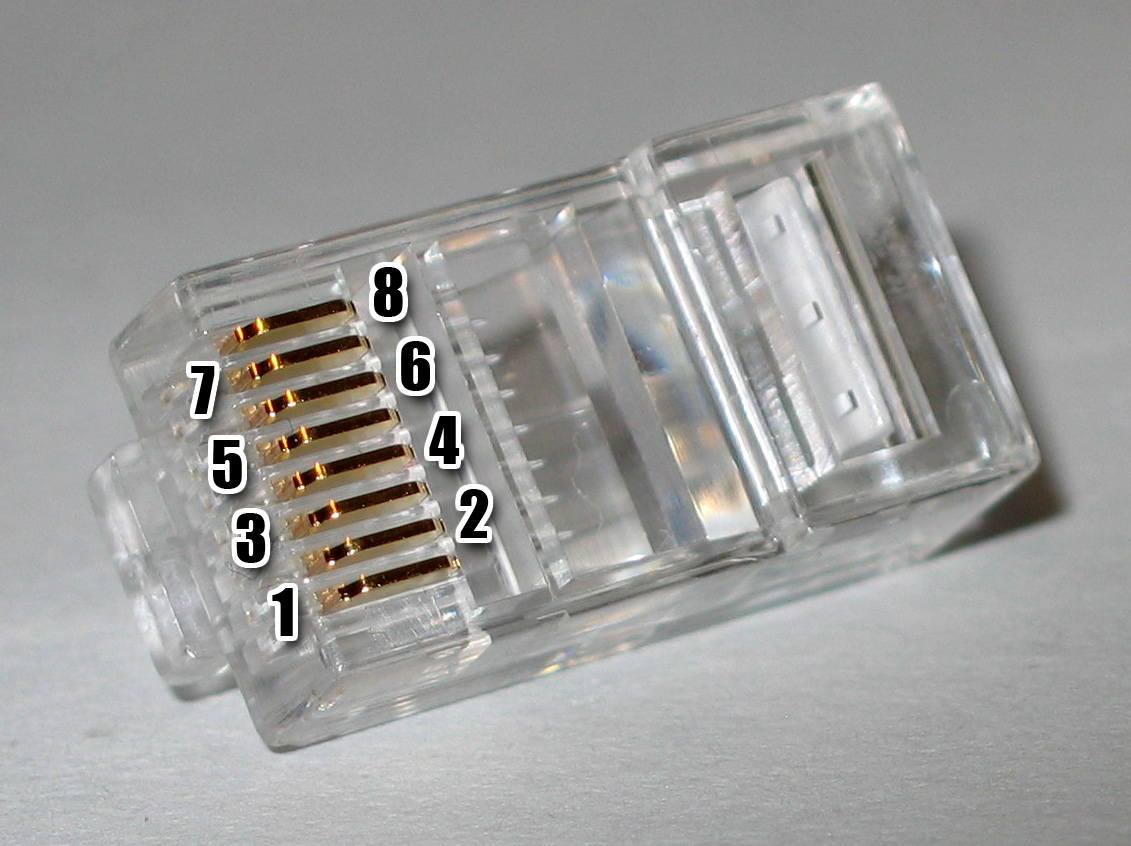
8P8Cプラグのピン配置

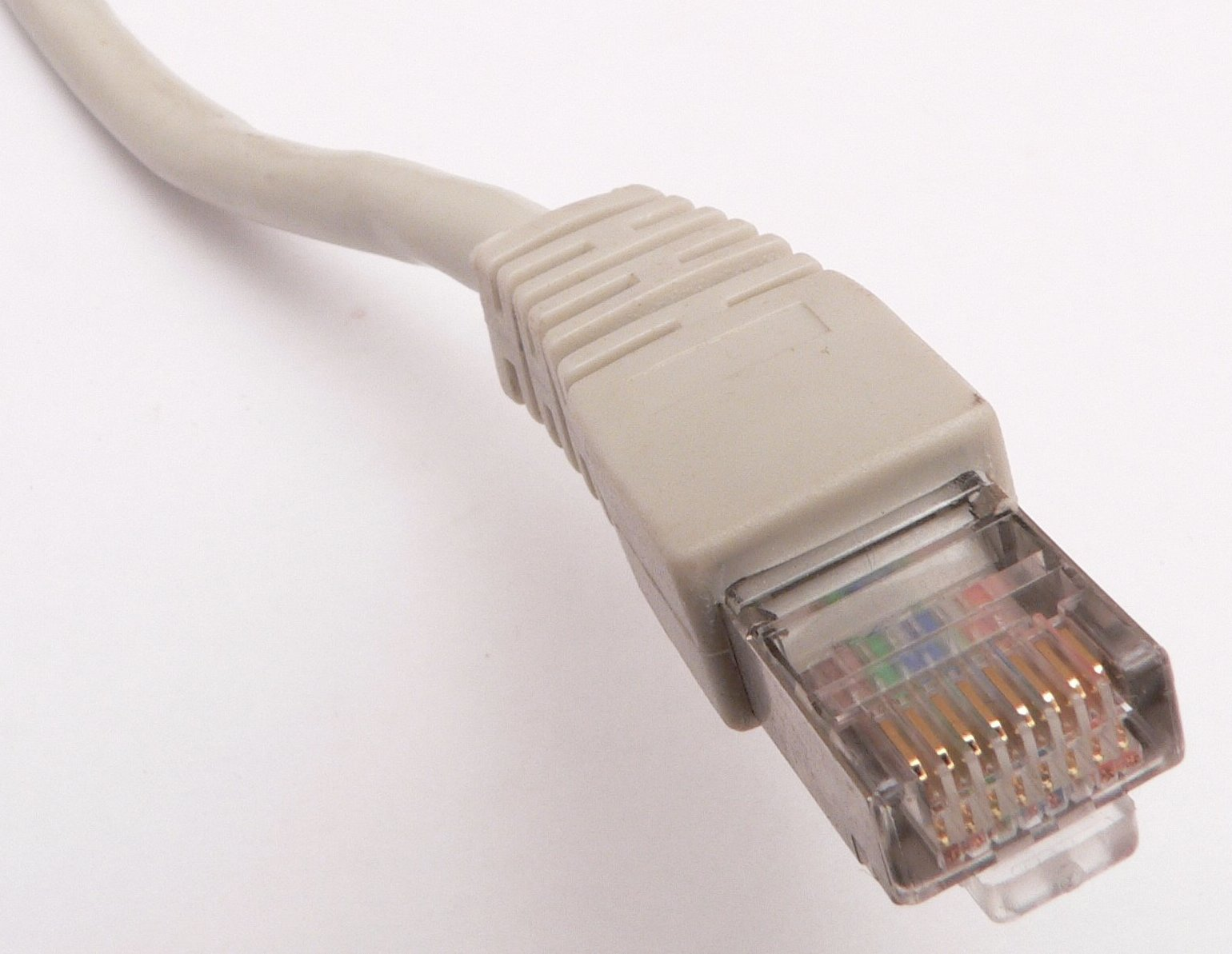
プラグとケーブル

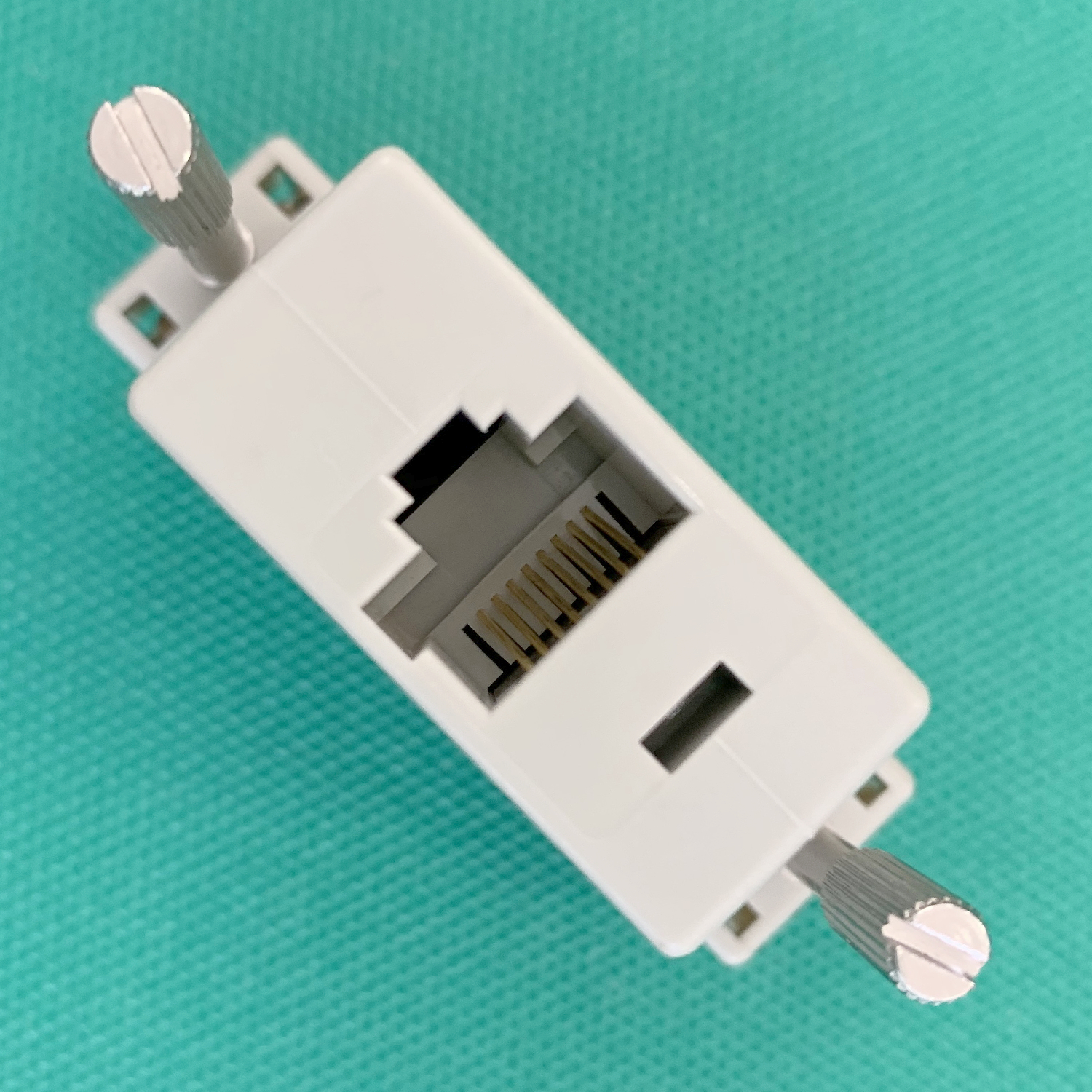
8P8C メス（jack）

8P8C は、LANケーブル（イーサネット）での利用でよく用いられている通信用コネクタである。"eight positions, eight conductors" （8極8芯）の略であり、プラグ部とジャック部を総称して8P8Cモジュラーコネクタ (8P8C modular connector) とも呼ばれる。連邦通信委員会 (FCC) の Registered jack RJ45 規格と同一である。

## 概要
8本の接続位置があり、8本全部が結線されている。大まかにテレ・コミュニケーション系とネットワーク・コミュケーション系用途に系統が分かれていて、形状が若干異なる。用途自体は前記の2系統だけに限定される物では無い。
テレ・コミュニケーション系はサイドにキーと呼ばれるでっぱりがあり、RJ45規格内ではRJ45(S)もしくはRJ45Kとなり、8芯の8P8Cではなく、2芯の8P2C構造となる。
8P8C モジュラーコネクタには2つの形態がある。オスのプラグとメスのジャック（またはソケット）である。どちらにも8つのピンがある。
8P8C モジュラーコネクタは、小型で着脱が容易なことから、様々な古いコネクタを置換してきた。古いコネクタが消えていった背景には、通信に要求される電流や電圧が小さくなってきたことが影響している。現在の技術では一対の導線でも過去の機器よりはるかに高度かつ大量の情報が転送可能で、8P8C モジュラーコネクタの8ピンは通常の用途には十分である。
8P8Cモジュラーコネクタの形状と寸法は、アメリカ合衆国の Administrative Council for Terminal Attachment (ACTA) により、国家規格 ANSI/TIA-968-A で規定されている。この規格では 8P8C という用語は用いておらず、それ以外のものも規定している。8P8Cモジュラーコネクタは、ピンの場所が8つ用意されていて、その8つの場所に実際にピンが実装されているものを指す。
データ通信での応用（LAN、構内配線）については、国際規格 IEC 60603 のパート 7-1, 7-2, 7-4, 7-5, 7-7 で規定されている。物理的な形状や寸法だけでなく、100MHz/250MHz/600MHz までの高周波での性能要求仕様をシールドの有無について規定している。

## 結線
結線は一般に T568A か T568B に従う。これらはTIA/EIA-568-Bに定義されている。
一方の端を T568A で結線し、もう一方を T568B で結線したものをクロスオーバー・ケーブル、あるいは単にクロスケーブルと呼ぶ。
イーサネットにおいては通常、カテゴリー5eケーブルかカテゴリー6ケーブルの両端に 8P8C プラグを結線したものを使う。

## 利用
最も一般的な応用として、イーサネットのケーブルがあり、両端のプラグとして 8P8C が使われ、結線にはTIA/EIA-568-Bの規定に従っている。このケーブルを使って、コンピュータをイーサネットのルーターやスイッチングハブに接続したり、ケーブルモデムやDSLモデム、光回線終端装置に接続する。なお、10BASE-T/100BASE-TX では実際にデータの送受信に使っているのは緑のペアと橙のペアだけである（TIA/EIA-568-B参照）。
他にも、ISDNなどのネットワークサービスでも使われている。また、RS-232のシリアルインタフェースに8P8Cを使う規格としてEIA/TIA-561がある。
類似の形状のコネクタについては Registered jack を参照されたい。
中央の2つのピン（青のペア）は電話信号用に使われることが多い。そのように結線することで、RJ11 などの下位のプラグ規格のものを8P8Cモジュラージャックに挿入しても機能するようにしている。
残るペア（茶）は Power over Ethernetに使われることが多くなっている。古い機器では、使わないペアを短絡させて漏話を低減させようとしていることが多く、そうすると送電に使った場合問題となる。一部のルーター/ブリッジ/スイッチは、使っていない4本を送電・受電に使っている。青のペアがプラス、茶のペアがマイナスとすることで、ペア同士を短絡させる機器があったとしても問題が起きにくいように配慮されている。